# Villegasia almeidai
Villegasia almeidai är en tvåvingeart som först beskrevs av Guilherme A.M.Lopes 1938.  Villegasia almeidai ingår i släktet Villegasia och familjen köttflugor. Inga underarter finns listade i Catalogue of Life.